# Java (программная платформа)

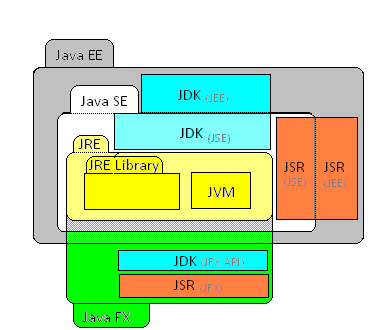
Платформы Java

Программная платформа Java — ряд программных продуктов и спецификаций компании Sun Microsystems, ранее независимой компании, а ныне дочерней компании корпорации Oracle, которые совместно предоставляют систему для разработки прикладного программного обеспечения и встраивания её в любое кросс-платформенное программное обеспечение.
Java используется в самых разных компьютерных платформах от встраиваемых устройств и мобильных телефонов в нижнем ценовом сегменте, до корпоративных серверов и суперкомпьютеров в высшем ценовом сегменте.
Технология Java-апплетов стала редко используемой в настольных компьютерах, однако она иногда используется для улучшения функциональности и повышения безопасности при просмотре всемирной паутины.
Программный код, написанный на Java, виртуальная машина Java исполняет байт-код Java. Однако есть компиляторы байт-кода для других языков программирования, таких как Ada, JavaScript, Python, и Ruby. Также есть несколько новых языков программирования, разработанных для работы с виртуальной машиной Java. Это такие языки как Scala, Clojure, Groovy и Kotlin. Синтаксис Java в основном заимствован из Си и C++, но объектно-ориентированные возможности основаны на модели, используемой в Smalltalk и Objective-C. В Java отсутствуют определённые низкоуровневые конструкции, такие как указатели, также Java имеет очень простую модель памяти, где каждый объект расположен в куче и все переменные объектного типа являются ссылками. Управление памятью осуществляется с помощью интегрированной автоматической сборки мусора, которую выполняет JVM.
13 ноября 2006 года компания Sun Microsystems сделала большую часть своей реализации Java доступной в соответствии с GNU General Public License (GPL) , хотя некоторые части поставляются в скомпилированном виде из-за вопросов авторского права с кодом, на который имеет лицензию (но не право собственности) компания Sun Microsystems.

## Платформа
Программная платформа Java — это имя для пакета программ компании Sun, которые позволяют разрабатывать и запускать программы, написанные на языке программирования Java. Эта программная платформа не является специфической для какого-либо одного процессора или операционной системы, но механизм выполнения (называемый виртуальной машиной) и компилятор с набором библиотек, которые реализованы для различного аппаратного обеспечения и различных операционных систем, чтобы Java-программы могли работать везде одинаково.
- Java Card: Технология, которая позволяет небольшим Java-приложениям (апплетам) надежно работать на смарт-картах и других подобных устройств c малым объёмом памяти.
- Java ME: Включает в себя несколько различных наборов библиотек (известных как профили) для устройств с ограниченным объёмом места для хранения, небольшим размером дисплея и батареи. Часто используется для разработки приложений для мобильных устройств, КПК, ресиверов цифрового телевидения и принтеров.
- Java SE: для использования на настольных ПК, серверах и другом подобном оборудовании.
- Java EE: Java SE плюс API, полезное для многоуровневых клиент-серверных бизнес-приложений[англ.].